# Samoria
Samoria là một chi bọ cánh cứng trong họ Chrysomelidae.
Chi này được miêu tả khoa học năm 1982 bởi Silfverberg.

## Các loài
Các loài trong chi này gồm:
- Samoria fastuosa Silfverberg, 1982
- Samoria jeanneli (Laboissiere, 1918)
- Samoria speciosa Silfverberg, 1982
- Samoria violacea (Allard, 1888)